# Chonocentrum
Chonocentrum é um género botânico pertencente à família Phyllanthaceae.